# 曾謹昌
曾謹昌（？—），香港資深編劇家及著名監製，香港華語電影最高票房紀錄保持者（第1位《功夫》，第2位《少林足球》），現任電影公司管理層。

## 背景
曾謹昌早年就讀瑪利諾中學。從該校中學畢業後，他到百佳超級市場任職倉務員。由於工餘時喜歡創作小說，促使他於1981年加入電視廣播有限公司TVB任職編劇，編寫過多部膾炙人口的電視劇，並很快便晉陞為劇本審閱及劇集監製等高職。後得亞洲電視ATV禮聘，出任該台之監製，為該台監製了數部高收視電視劇，赢得觀眾一致好評。
在1985年加入電影圈後，為多部著名電影負責創作及導演等工作。自1996年起開始與周星馳合作，並創作出食神、少林足球、功夫、長江七號…等多部賣座電影，並屢次打破香港華語電影票房紀錄，被譽為「周星馳之御用編劇」，在電影、電視界獲得肯定的地位。

## 作品列表

### 電影
- 1985年：聖誕奇遇結良緣
- 1986年：皇家戰士
- 1987年：中華戰士
- 1989年：殺手蝴蝶夢、情義我心知、忠義群英
- 1990年：沙灘仔與周師奶
- 1991年：帶子洪郎、至尊無上II之永霸天下
- 1992年：藍江傳之反飛組風雲
- 1993年：廣東五虎之鐵拳無敵孫中山
- 1996年：食神
- 1997年：恐怖雞 (導演、編劇)
- 1999年：喜劇之王
- 2001年：少林足球（提名香港電影金像獎最佳編劇，香港編劇家協會年度最佳電影劇本獎)
- 2003年：大無謂
- 2004年：功夫（提名香港電影金像獎最佳編劇)
- 2008年：長江七號
- 2009年：跳出去
- 2010年：龍鳳店/唐伯虎點秋香2之四大才子
- 2011年：白蛇傳說
- 2013年：神奇

### 電視劇（無線電視）
- 1981年：突破
- 1982年：香港八二、香城浪子、天龍八部之虛竹傳奇、飛越十八層、大香港
- 1984年：新紮師兄 編劇
- 1991-1992年：卡拉屋企 編審
- 1992年：大時代 編審
- 1993年：超能幹探Supercop 編審
- 1994年：生死訟 監製+編審
- 1994年：笑看風雲 監製+編審（年度十大最受歡迎電視劇）
- 2000年：新鮮人 監製+編審（明報週刊之年度最佳電視幕後精英獎、香港中文大學精神病科及精神病家屬協會之嘉許狀）

### 電視劇（亞洲電視）
- 1989年：望父成龍（故事策劃）
- 1990年：難兄難弟（編審）
- 1996年：飄零燕（故事）
- 1996年：千王之王重出江湖（監製）
- 1999年：英雄之廣東十虎（監製）